# Sükhbaatar (province)
Pour les articles homonymes, voir Sukhbaatar.
L'aïmag de Sükhbaatar (mongol bitchig : ᠰᠦᠬᠡᠪᠠᠭᠠᠲᠤᠷ
ᠠᠶᠢᠮᠠᠭ VPMC : sükebaɣatur ; mongol cyrillique Сүхбаатар аймаг, ISO 9 : sükhbaatar aimag) est une des 21 provinces de Mongolie. Elle est située à l'est du pays. Sa capitale est Baruun-Urt.

## Subdivisions administratives

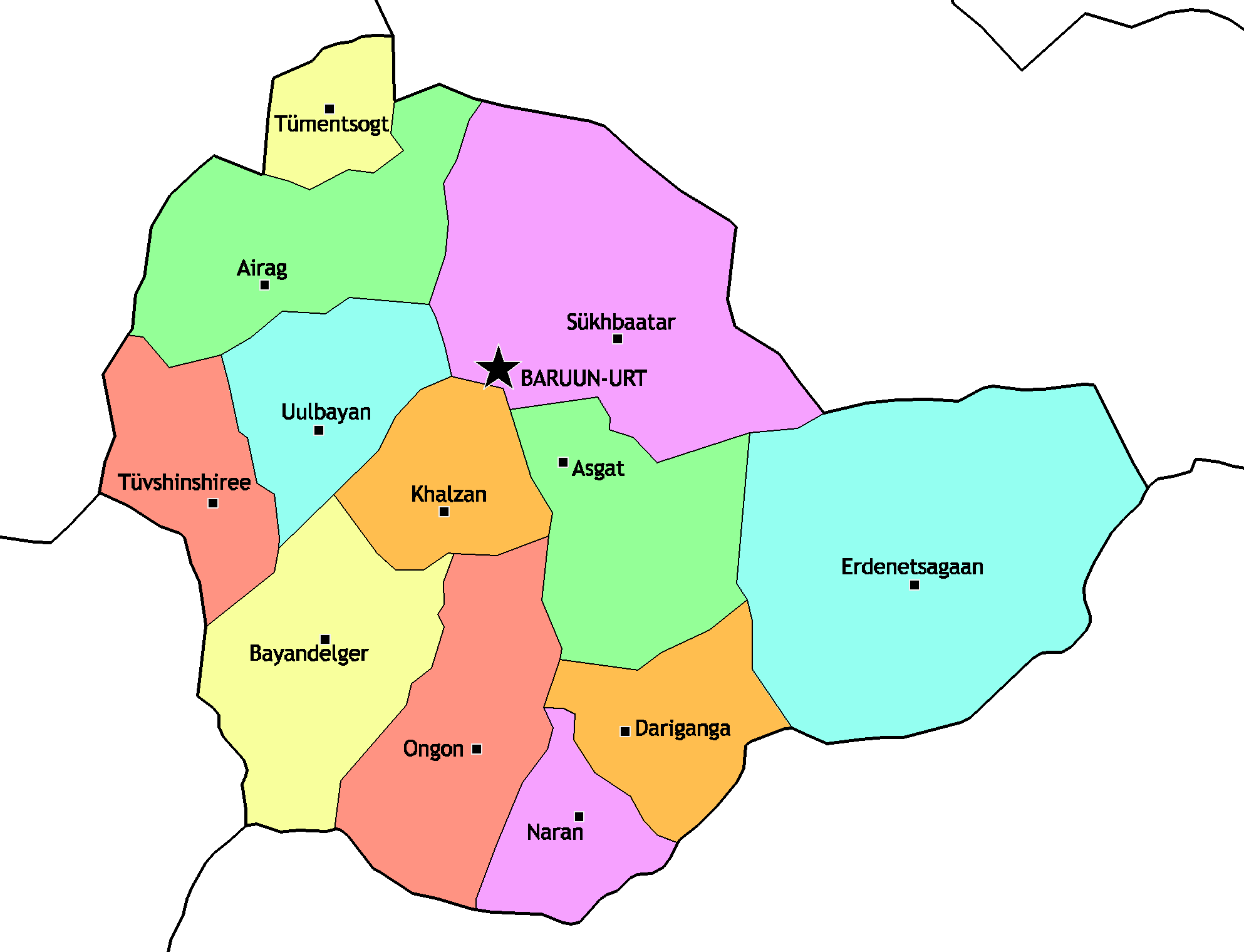
Carte administrative.

- Asgat
- Baruun-Urt
- Bayandelger
- Dariganga
- Erdenetsagaan
- Halzan
- Mönhhaan
- Naran
- Ongon
- Sükhbaatar
- Tövshinshiree
- Tümentsogt
- Uulbayan